# Alacepril
Alacepril é um medicamento do tipo IECA, inibidor da enzima conversora da angiotensina. É indicado para tratamento de Hipertensão arterial.